# Мисиново
Мисиново — деревня в Дмитровском районе Московской области, в составе сельского поселения Синьковское. Население — 9 чел. (2010). До 2006 года Мисиново входило в состав Бунятинского сельского округа.

## Расположение
Деревня расположена в западной части района, примерно в 16 км к западу от Дмитрова, по правому берегу речки Бунятка (левый приток Яхромы), высота центра над уровнем моря 194 м. Ближайшие населённые пункты — Малое Телешово на юго-западе, Насоново на северо-западе и Шульгино с Хвостово на северо-востоке.

## Население
| 2002 | 2006 | 2010 |
| ---- | ---- | ---- |
| 10   | ↘8   | ↗9   |